# Messier 94
Messier 94 (M94 o NGC 4736) és una galàxia espiral situada a la constel·lació Llebrers. Va ser descoberta per Pierre Méchain el 1781,
i catalogat per Charles Messier dos dies després. Encara que algunes referències descriuen M94 com una galàxia espiral barrada, l'estructura de barra sembla més ovalada. La galàxia presenta la característica de tenir dues estructures d'anells

## Nucli
M94 està classificada com a tenir un nucli amb una regió d'emissió nucleat de baixa ionització (LINER, per les seves sigles en anglès). En general estan caracteritzades per uns espectres òptics que revelen que el gas ionitzat està present però tan sols es tracta d'un gas feblement ionitzat (els àtoms haurien perdut relativament pocs electrons).

## Anells interior i exterior
M94 conté un anell interior amb un diàmetre de70" i un anell exterior amb un diàmetre de 600". Aquests anells semblen aparèixer en llocs de ressonància dins el disc de la galàxia.. L'anell interior és un lloc d'alta activitat de formació estel·lar i a vegades se l'ha anomenat anell d'starburst. La formació estel·lar està produïda pel gas que és conduït dinàmicament cap a l'anell per l'estructura de barra de forma ovalada.

## Pseudobulb
John Kormendy i Robert Kennicutt van publicar el 2004 que M94 conté un prototip de pseudobulb. Una galàxia espiral clàssica consisteix en un disc de gas i joves estrelles que intersecten una gran esfera (o bulb) d'estrelles més velles. En constrast, una galàxia amb un pseudobulb no té una gran bulb d'estrelles velles, en canvi conté una estructura central brillant amb una intensa formació estel·lar que semblaria un bulb quan la galàxia és vista de frontalment. En el cas d'M94, aquest pseudobulb pren la forma d'un anell al voltant de la regió ovalada central.

## Distància
S'han utilitzat dues tècniques diferents per al mesurament de la distància d'M94. La tècnica de mesurament de la distància per la fluctuació de la lluentor superficial estima la distància de les galàxies espirals basant-se en les granulacions de l'aparença dels seus bulbs. La distància d'M94 usant aquesta tècnia és 17.0 ± 1.4 Milions d'anys llum (5.2 ± 0.4 Mpc). Tanmateix, M94 és prou a prop per poder usar el telescopi espacial Hubble per resoldre i mesurar els fluxos de lluentor de les estrelles individuals més brillants de la galàxia. Aquests mesuraments es poden comparar amb els fluxos d'estrelles similars de la Via Làctia per mesurar la distància. La distància estimada amb aquesta tècnica és 15 ± 2 Mal (4.7 ± 0.6 Mpc). La mitjana de les dues, donaria una distància estimada de 16,0 ± 1,3 Mal (4,9 ± 0,4 Mpc).

## Matèria fosca
El 2008 es va publicar un estudi que mostrava que M94 tenia molt poca o gens de matèria fosca. L'estudi analitzava les corbes de rotació de les estrelles de la galàxia i la densitat del gas d'hidrogen i trobava que la matèria lluminosa ordinària semblava comptar per tota la massa de la galàxia. El resultat resulta controvertit, ja que els models actuals no indiquen com una galàxia es pot formar sense un halo de matèria fosca o com una galàxia pot perdre la matèria fosca. Altres explicacions per a les corbes de rotació galàctiques, com la dinàmica newtoniana modificada, també presenten dificultats per explicar aquesta galàxia.

## Informació sobre el grup de galàxies
M94 és una de les galàxies més brillants del grup M94, un grup de galàxies que conté entre 16 i 24 galàxies. Aquest grup és un del molts que existeixen dins el supercúmul de la Verge[ (per exemple el supercúmul local). Encara que un gran nombre de galàxies poden ser associades a M94, només unes poques semblen formar un sistema gravitacional. Moltes de les altres galàxies properes semblen moure's amb l'expansió de l'univers.